# Othelais irrorata
Othelais irrorata är en skalbaggsart som först beskrevs av Macleay 1884.  Othelais irrorata ingår i släktet Othelais och familjen långhorningar. Inga underarter finns listade i Catalogue of Life.